# Sorbitano
El sorbitano (abreviatura de sorbitol anhídrido, o anhidrosorbitol) es una mezcla de compuestos orgánicos isómeros derivados de la deshidratación del sorbitol. La mezcla puede variar, pero por lo general consta de 1,4-anhidrosorbitol, 1,5-anhidrosorbitol y 1,4,3,6-dianhidrosorbitol. El sorbitano se utiliza principalmente en la producción de tensioactivos tales como los polisorbatos. Además, el sorbitano es un intermedio en la conversión de sorbitol a isosorbida.

## Producción de sorbitano
El sorbitano se produce por la deshidratación del D-sorbitol junto con otros isómeros anhidros del manitol e iditol. La eliminación de agua se produce desde aproximadamente 120 °C bajo catálisis ácida por ácidos minerales a presión atmosférica, bajo vacío o en agua supercrítica.  En condiciones de reacción suaves, el 1,4-anhídrido se forma preferentemente. Bajo condiciones de reacción más severas, se obtiene bajo deshidratación bimolecular la isosorbida o por deshidratación intermolecular puede formar oligómeros y polímeros. La velocidad de formación de sorbitán es típicamente mayor que la de isosorbida, lo que permite que se produzca selectivamente, siempre que las condiciones de reacción se controlen cuidadosamente. Se ha demostrado que la reacción de deshidratación funciona incluso en presencia de exceso de agua.
Por lo general, la mezcla resultante de sorbitanos no se aísla, ni se separa en los anhidros individuales, sino que se procesa directamente para obtener la isosorbida o los derivados de sorbitano (ésteres de sorbitano y polisorbatos principalmente).

## Ésteres de sorbitano oSpans
Los ésteres de sorbitano (también conocidos como Spans) son tensioactivos no iónicos lipófilos (de HLB bajo) que se utilizan como agentes emulsionantes en la preparación de emulsiones, cremas y ungüentos para uso farmacéutico y cosmético. Cuando se usan solos, producen emulsiones estables de agua en aceite pero se utilizan con frecuencia con un polisorbato en proporciones variables para producir emulsiones w/o (agua-en-aceite) o emulsiones o/w (de aceite-en-agua) o cremas con una variedad de diferentes texturas y consistencias. Los ésteres de sorbitano también se utilizan como emulsionantes y estabilizantes en alimentación.
Los más usados en alimentación son:
- Monoestearato de sorbitano o Span 60 {\displaystyle \longrightarrow } E 491.
- Triestearato de sorbitano o Span 65 {\displaystyle \longrightarrow } E 492.
- Monolaurato de sorbitano o Span 20 {\displaystyle \longrightarrow } E 493.
- Monooleato de sorbitano o Span 80 {\displaystyle \longrightarrow } E 494.
- Monopalmitato de sorbitano o Span 40 {\displaystyle \longrightarrow } E 495.
- Trioleato de sorbitano o Span 85.

## Ésteres de sorbitano polietoxilados oTweens
Los polisorbatos (también conocidos comercialmente como Tweens) son tensioactivos no iónicos hidrófilos (de HLB alto) que se utilizan como agentes emulsionantes en la preparación de emulsiones, cremas y ungüentos para uso farmacéutico y cosmético. Cuando se usan solos, producen emulsiones estables de aceite en agua, pero se utilizan con frecuencia con un span en proporciones variables para producir emulsiones w/o (agua-en-aceite) o emulsiones o/w (de aceite-en-agua) o cremas con una variedad de diferentes texturas y consistencias. 
Los más usados son:
- Polisorbato 20 (monoaurato de polioxietilen (20) sorbitano) {\displaystyle \longrightarrow } E 432
- Polisorbato 40 (monopalmitato de polioxietilen (20) sorbitano) {\displaystyle \longrightarrow } E 434
- Polisorbato 60 (monoestearato de polioxietilen (20) sorbitano) {\displaystyle \longrightarrow } E 435
- Polisorbato 65 (triestearato de polioxietilen (20) sorbitano) {\displaystyle \longrightarrow } E 436
- Polisorbato 80 (monooleato de polioxietilen (20) sorbitano) {\displaystyle \longrightarrow } E 433
- Polisorbato 85 (trioleato de polioxietilen (20) sorbitano)
- Polisorbato 120 (monoisoestearato de polioxietilen (20) sorbitano).